# サマーキャンプ

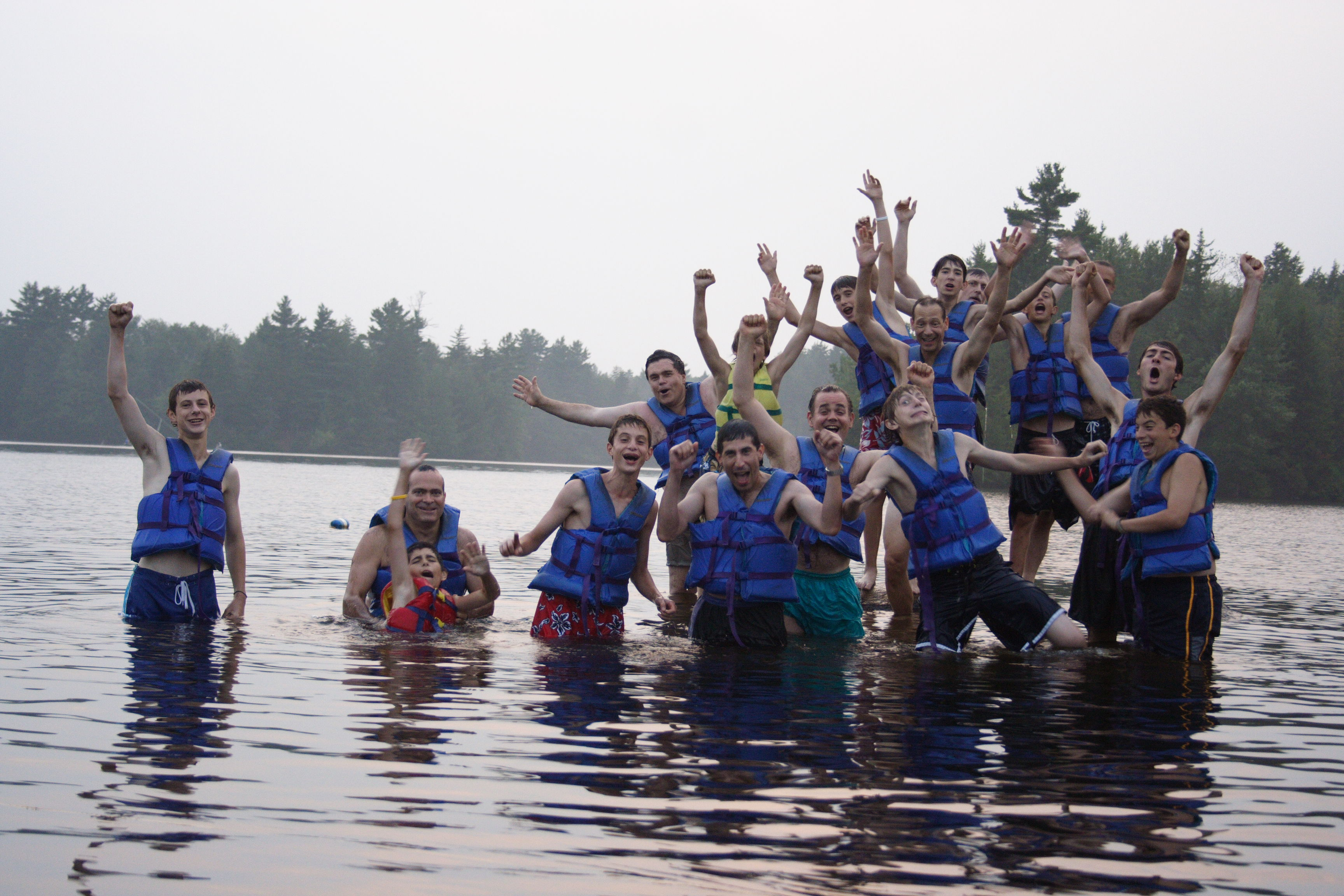
多くの企画では湖での活動が多い

サマーキャンプ（英: summer camp）とは、一般に長期の夏季休暇の間に小中学生、ティーンズを対象として行われるキャンプ。日本では、2泊から3泊程度のものが主流であるが、アメリカなどの国々ではかなりの長期に及ぶものもある。

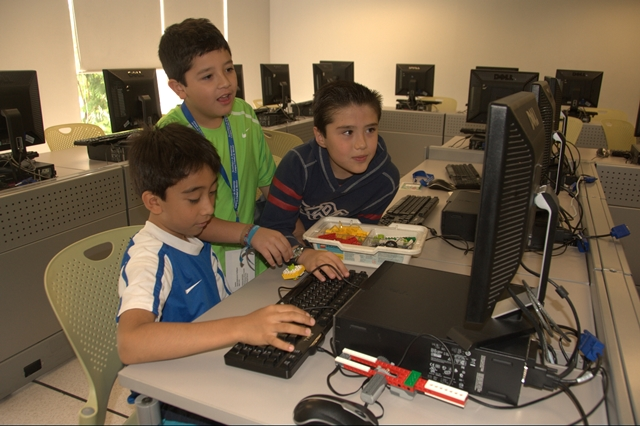
メキシコのロボット製作活動

伝統的なサマーキャンプは、ハイキング、カヌー、キャンプファイヤーなどの行事を盛り込んだものが通例であるが、最近は、演劇、ロック音楽、手品、コンピューターの講習などを盛り込んだものもアメリカでは増えてきた。また、引きこもり児童、障害児、特定の難病（小児糖尿病、喘息アレルギー）を抱えた子供たちのための病院や医療スタッフが実施するキャンプのようなものもある。
キャンプは、子どもたちに楽しい余暇の時間を提供するとともに、普段の学校生活では経験することのできない野外での自然との触れ合いと集団生活の楽しみを味わってもらうために行われるものである。
米国キャンピング協会は2006年に実施された企画の75％において新たな活動項目を追加したことを発表しており、少子化や他の教育プログラムの普及によるキャンプ参加率の減少への対抗策と見られている。
福音主義やユダヤ教のような宗教団体が提携している企画も見られる。

## 組織
殆どのキャンプでは、大人の指導員はカウンセラーやキャビンリーダーと呼ばれており、十代後半の高校生や二十代前半の大学生が夏期休業時に募集に応じて参加している。
宿泊の有無は企画により異なり、「デイキャンプ」と呼ばれる連日日帰りの企画もある。

## 教育系
米国では異なる年齢や学術的関心を持つ学生を対象とした教育を中心とした多数の企画が存在する。

### 大学単位認定
学生に就学経験を探索する機会を提供する企画がある。
一つの例として、アナーバーにあるミシガン工科大学ではコンピューターキャンプのCamp CAENを開催し、高校生を対象として大学生活の紹介や計算機科学と計算機工学の教育を行っている。

### 大学単位認定外
討論や歴史、ジャーナリズムなどの教育関連活動を主体とした企画では、大抵は大学が中高生向けに企画運営し世界中の参加応募者が参加できる。
サマースクールとは異なり大学の単位は得られず、非学術的な活動が多い。

### SAT対策
多様なSAT (大学進学適性試験)対策企画が提供されており、多くの場合参加者は午前中は集中的に学習し午後にレクリエーションや宿題を行っている。
指導内容はカプランなど教育事業系企業に外注されることも多い。

### 充実系
これらの企画には殆ど学校教育内容との接点がみられず、参加者に対し多くの未知の分野への興味や理解を深めることを目的としている。
一般的に撮影、社会奉仕、演劇、スキューバダイビング、映像制作、コミックデザイン、フォレンジック、料理、ヨガなどを学ぶ。

### 技術系
テックキャンプは、ゲームデザイン、3Dゲーム作成、ウェブデザイン、グラフィックデザイン、ロボット製作、プログラミング言語などの分野での技術教育を焦点とし、主に大学のキャンパス内で開催されている。
ミシガン大学など多くの大学で地域奉仕や将来の入学者勧誘、収益源などの目的で開催されている。

### 言語や文化
言語教育需要を満たすために、米国を中心に発展してきた。
多くは高校で開催され、一部の大学の施設内でも実施されている。諸外国は、アメリカの文化や言語の教育機会を提供するためにアメリカでのサマーキャンプを実施している。
これら企画の人気は、アラビア語、中国語、韓国語など米国の高校課程で提供していない言語への関心に関連している。

## 芸術系
芸術分野の合宿場として機能する企画も存在し、視覚芸術、演奏、演劇、弁論、議論、舞踏、曲芸、ロック、調理など創造的な活動分野で多様な企画が提供されている。
これら活動の人気により、同様の企画を取り入れた伝統的なキャンプも多い。
才能次第では交響楽団の前で独奏できるなど、非常に高レベルの指導や環境を提供している企画もみられる。また、殆どの企画において新しい芸術分野を試したり、新たな技能を習得する機会を提供している。
両親や家族が参加する発表会を含む企画では多くの場合、3〜4週間特訓を行っている。

## 医療系

### 小児糖尿病サマーキャンプ
1型糖尿病患者向けに、インスリン自己注射・血糖値測定方法の習得やメンタルケアを目的とする小児糖尿病サマーキャンプが開催されている。世界初の小児糖尿病サマーキャンプは、1925年にアメリカ合衆国ミシガン州で行われた。日本では、1963年に千葉県勝山海岸で行われたものが最初とされる。